# 王直方
王直方（1069年—1109年），字立之，號歸叟，南州密縣人，北宋詩人，屬江西詩派。
中書舍人王棫之子，家藏圖書甚富。紹聖元年（1094年）監懷州酒稅，當過冀州糴官，不久辭官歸里，居汴京凡十五年。黃山谷愛其文，說：“立之如璚枝瑤樹，常欲在人目前。”宋徽宗大觀三年（1109年）卒。有《歸叟集》、《王直方詩話》六卷。